# Lista de deputados estaduais do Rio Grande do Sul da 43.ª legislatura
Esta é uma lista de deputados estaduais do Rio Grande do Sul. São relacionados o nome civil dos parlamentares que foram eleitos em 1970.

## Composição das bancadas
| Partido | Líder             | Bancada | Posição  |
| ------- | ----------------- | ------- | -------- |
| ARENA   | Otávio Germano    | 27 / 50 | Governo  |
| MDB     | Carlos Giacomazzi | 23 / 50 | Oposição |

## Deputados estaduais
| Número | Deputado                    | Partido | Votos  | Cidade               | Estado            |
| ------ | --------------------------- | ------- | ------ | -------------------- | ----------------- |
| 11458  | Otávio Germano              | ARENA   | 37.094 | Cachoeira do Sul     | Rio Grande do Sul |
| 11314  | Victor Faccioni             | ARENA   | 35.864 | Caxias do Sul        | Rio Grande do Sul |
| 11267  | Alexandre Machado da Silva  | ARENA   | 34.477 | Arroio Grande        | Rio Grande do Sul |
| 11380  | Rubem Scheid                | ARENA   | 31.005 | Serafina Corrêa      | Rio Grande do Sul |
| 11579  | Fernando Gonçalves          | ARENA   | 28.768 | Palmeira das Missões | Rio Grande do Sul |
| 11135  | Getúlio Marcantônio         | ARENA   | 27.304 | São Pedro do Sul     | Rio Grande do Sul |
| 11975  | Nelson Marchezan            | ARENA   | 26.748 | Santa Maria          | Rio Grande do Sul |
| 11311  | Hed Santos Borges           | ARENA   | 25.579 | Soledade             | Rio Grande do Sul |
| 11968  | Francisco Solano Borges     | ARENA   | 25.541 | Santa Maria          | Rio Grande do Sul |
| 11966  | José Hugo Mardini           | ARENA   | 23.368 | Porto Alegre         | Rio Grande do Sul |
| 11900  | João Alves Osório           | ARENA   | 21.811 | Dom Feliciano        | Rio Grande do Sul |
| 11863  | Silverius Kist              | ARENA   | 20.391 | Santa Cruz do Sul    | Rio Grande do Sul |
| 11584  | Martins Avelino Santini     | ARENA   | 19.314 | Novo Hamburgo        | Rio Grande do Sul |
| 11226  | Rubi Mathias Diehl          | ARENA   | 19.086 | Viamão               | Rio Grande do Sul |
| 11385  | Celestino Granato Goulart   | ARENA   | 18.471 | Bagé                 | Rio Grande do Sul |
| 11677  | Augusto Trein               | ARENA   | 18.139 | Passo Fundo          | Rio Grande do Sul |
| 11763  | Adolfo Puggina              | ARENA   | 17.553 | Rio Grande           | Rio Grande do Sul |
| 11804  | José Pederzolli Sobrinho    | ARENA   | 17.529 | Rosário do Sul       | Rio Grande do Sul |
| 11564  | Júlio Brunelli              | ARENA   | 16.400 | Porto Alegre         | Rio Grande do Sul |
| 11575  | Urbano Alves de Moraes      | ARENA   | 15.411 | São Pedro do Sul     | Rio Grande do Sul |
| 11154  | Pedro Américo Leal          | ARENA   | 14.377 | Rio de Janeiro       | Rio de Janeiro    |
| 11524  | Romeu Roese Scheibe         | ARENA   | 13.556 | Lajeado              | Rio Grande do Sul |
| 11700  | Oscar Westendorff           | ARENA   | 13.337 | São Lourenço do Sul  | Rio Grande do Sul |
| 11914  | Pedro Afonso Anschau        | ARENA   | 13.305 | Três Passos          | Rio Grande do Sul |
| 11258  | Firmino Girardello          | ARENA   | 13.193 | Cerro Largo          | Rio Grande do Sul |
| 11466  | Affonso dos Santos Tacques  | ARENA   | 13.013 | Palmeira das Missões | Rio Grande do Sul |
| 11571  | Antonino Fornari            | ARENA   | 12.999 | Arroio do Meio       | Rio Grande do Sul |
| 15720  | Pedro Simon                 | MDB     | 61.944 | Caxias do Sul        | Rio Grande do Sul |
| 15546  | Antônio Carlos Rosa Flores  | MDB     | 26.783 | Montenegro           | Rio Grande do Sul |
| 15929  | Suely Gomes de Oliveira     | MDB     | 23.466 | Osório               | Rio Grande do Sul |
| 15934  | Lino Zardo                  | MDB     | 22.095 | Nova Prata           | Rio Grande do Sul |
| 15714  | Celso Testa                 | MDB     | 21.609 | Passo Fundo          | Rio Grande do Sul |
| 15310  | André Nivaldo Jager Soares  | MDB     | 20.342 | Uruguaiana           | Rio Grande do Sul |
| 15514  | Carlos Giacomazzi           | MDB     | 19.724 | Erechim              | Rio Grande do Sul |
| 15749  | Waldir Walter               | MDB     | 18.303 | Santa Maria          | Rio Grande do Sul |
| 15285  | Nolly Joner                 | MDB     | 18.061 | Barra do Ribeiro     | Rio Grande do Sul |
| 15473  | Aluízio Paraguassu Ferreira | MDB     | 17.622 | Porto Alegre         | Rio Grande do Sul |
| 15961  | Ivo Sprandel                | MDB     | 17.271 | Santo Augusto        | Rio Grande do Sul |
| 15254  | Rodolfo Rospide Netto       | MDB     | 17.093 | Iraí                 | Rio Grande do Sul |
| 15439  | Carlos da Silva Santos      | MDB     | 17.069 | Rio Grande           | Rio Grande do Sul |
| 15861  | João Carlos Gastal          | MDB     | 16.632 | Pelotas              | Rio Grande do Sul |
| 15117  | Valdir Antônio Lopes        | MDB     | 16.320 | Porto Alegre         | Rio Grande do Sul |
| 15923  | Moisés Velasquez            | MDB     | 16.317 | Pinheiro Machado     | Rio Grande do Sul |
| 15988  | Lidovino Antônio Fanton     | MDB     | 15.037 | Farroupilha          | Rio Grande do Sul |
| 15403  | Edgar Marques de Mattos     | MDB     | 14.732 | Capela de Santana    | Rio Grande do Sul |
| 15846  | Alcides Costa               | MDB     | 14.686 | Palmares do Sul      | Rio Grande do Sul |
| 15665  | Elton Fensterseifer         | MDB     | 14.498 | Roca Sales           | Rio Grande do Sul |
| 15166  | Lélio Souza                 | MDB     | 14.419 | Rosário do Sul       | Rio Grande do Sul |
| 15650  | Aristides Bertuol           | MDB     | 13.145 | Bento Gonçalves      | Rio Grande do Sul |
| 15229  | Amarílio Borges Moreira     | MDB     | 13.942 | Alegrete             | Rio Grande do Sul |